# فريلشم (باركشير)
فريلشم (بالإنجليزية: Frilsham)‏ هي قرية و أبرشية مدنية تقع في المملكة المتحدة في إنجلترا. يقدر عدد سكانها بـ 315 نسمة ومساحتها 4.91 كم2 .